# Geoffroea jamaicensis
Geoffroea jamaicensis là một loài thực vật có hoa trong họ Đậu. Loài này được (W. Wright) Urb. miêu tả khoa học đầu tiên năm 1905.